# Серболужицький інститут
Серболужицький інститут (в.-луж. Serbski institut, нім. Sorbisches Institut Sorbisches Institut) — найменування наукової установи, що знаходиться в місті Баутцен, Німеччина. Займається вивченням лужицьких мов і дослідженнями з історії, культури та громадського життя лужичан. Інститут збирає і архівує матеріали, присвячені сорабістиці і надає їх для публічного вивчення і поширення лужицької культури.

## Історія
Інститут був створений в 1992 році на основі Інституту серболужицького народознавства (Institut za serbski ludospyt), який був створений 1 травня 1951 року в Баутцені з ініціативи лужицького професора Павола Новотного. 1 серпня 1952 року Інститут серболужицького народознавства увійшов до складу Німецької академії (з 1972 року — Академія наук НДР).
Адміністрація Серболужицького інституту розташовується в Баутцені. У Котбусі знаходиться філія наукової установи. Штатний розклад складається з 15 посад наукових співробітників і 11 посад науково-технічного та адміністративного персоналу. Співробітники Серболужицького інституту викладають в різних вищих навчальних закладах в Німеччині і за кордоном. Інститут співпрацює з Інститутом сорабістики Лейпцігського університету.
У Сербському інституті діє  Серболужицька центральна бібліотека і Сербський архів.
Сербський інститут видає з 1952 року дві наукові книжкові серії, наукове періодичне видання «Lětopis», яке в даний час виходить двічі на рік, а також видання «Schriften des sorbischen Instituts/Spisy serbskeho instituta» (до 2012 року вийшло 56 томів).
В даний час директором Сербського інституту є лужицький професор Гауке Бартольс (з 2016 року).

## Директора
- Павол Новотний (1951—1977);
- Мерчін Каспер (1977—1990);
- Гельмут Фаска (1990—1992);
- Дітріх Шолта (1992—2014);
- Гауке Бартельс (з 2018 року).